# Stenospermation subellipticum
Stenospermation subellipticum — вид квіткових рослин із родини кліщинцевих (Araceae), роду Stenospermation. Це витка рослина, рідним ареалом якої є Еквадор.